# Домузла
Дому́зла — річка в Україні, в межах Приазовського району Запорізької області. Впадає в Тубальський лиман (басейн Азовського моря).

## Опис
Довжина 28 км. Влітку часто пересихає, утворюючи плеса, які заростають очеретом, рогозою і осокою. Домузла типова рівнинна річка, що характеризується низькою літньою та зимовою меженню, підвищенням столу восени та високим рівнем води навесні.

## Притоки
Ліва: Мала Домузла, довжина 16 км.
Права: Акчокрак, довжина 25 км.

## Розташування
Домузла бере початок на висоті 41 метр над р. м., на відстані 2,5 кілометри на південний захід від смт Нововасилівки. Протікає по рівнинній території. Від витоку до селища Приазовське річка протікає в південно-західному напрямку, а від північної межі Приазовського до гирла — переважно в південному напрямку. Впадає в Тубальський лиман Азовського моря біля села Новокостянтинівки.

## Характер та режим течії
У 60-х роках XX ст. русло в межах селища Приазовського було змінено. Було прорито канал завглибшки до 2-х м, завширшки 8—14 м, і річку направили в інше русло. Сліди старого русла можна побачити дотепер.
Пізніше були створені дамба і штучна водойма «Гігантівський ставок». Це корінним чином змінило характер течії річки і кількість води в ній. Якщо до того часу річка була завширшки 30—50 метрів, то тепер її ширина 4—15 метрів.
У верхів'ї річки можна побачити меандри, які свідчать про те, що русло тут не змінювалось.

## Водне живлення річки
До зміни природного русла у літній період пересихало лише верхів'я річки. До того ж вона живилась не лише опадами, але й водою багатьох джерел, які раніше були в межах стм Приазовського в долині річки.
У XIX столітті річка була ще повноводною, але ногайські татари під час переселення позабивали джерела, що підживлювали її, баранячою вовною. Після цього рівень води почав знижуватись. У 50-х роках було здійснено спробу знайти джерела та розчистити, але результатів це не дало. Саме тому наприкінці 50-х, на початку 60-х років XX століття районна влада вирішила насипати дамбу. За дамбою був виритий котлован, обкладений плитами. Так з'явилась штучна водойма, яка отримала назву «Гігантівський ставок», за назвою колгоспу «Гігант», на території якого її було розміщено.
Тепер у річку впадає джерело Гука. Воно було відкрито Олександром Сергійовичем Гуком в 50-х роках. Його сульфідна вода з вмістом сірководню належить до слабомінералізованих вод. У ній практично відсутні азотскладаючі неорганічні речовини. Вода цього джерела має біологічну активність і стимулює роботу сечо- та жовчогінної систем.
На відстані близько кілометра на південь від мосту на автостраді в річку пробивається ще одне джерело. Відомо місцезнаходження деяких джерел, які в 60—70-х роках було залито бетоном — район Приазовської ЦРЛ та район ВАО «Приазовський сирзавод».

## Причини забруднення води
Гігантівський ставок створено в північній частині Приазовського на початку 60-х років XX ст. Ця невеличка ділянка має не тільки господарське і рекреаційне значення. Попри це, саме дамба не дає великій кількості води йти нижче за течією. Тут утворилась замкнена водойма без відтоку.
Головне джерело забруднення води — каналізаційні стоки від житлово-комунального сектору. Централізованого відведення не існує. Рідкі побутові відходи з існуючих вигрібних ям вивозяться спеціальним транспортом. Вода біля цих ям має коричневий з зеленим відтінком колір та дуже неприємний запах. Це свідчить про те, що частина цих стоків разом з ґрунтовими водами потрапляє в русло річки.
Розорані ділянки заплави та долини розташовані на відстані 10—15 метрів від русла. Це городи або поля. Тому в річку з талими водами та дощовою водою потрапляє велика кількість змитого ґрунту, що призводить до замулення.
Також русло дуже засмічено побутовим сміттям, заросло очеретом. Під впливом антропогенної діяльності цілісність водотоку річки Домузла було порушено.

## Населені пункти над Домузлою
- стм Приазовське
- Гамівка
- Дівнинське
- Георгіївка
- Новокостянтинівка

## Походження назви
Назва Домузла (Домузгла, Демузгла, Домузли) походить від тюркського слова «домузи» — дикий кабан, вепр. Назва свідчить про те, що раніше, коли на її берегах селилися татари, які й дали цю назву, тут водилися дикі кабани, котрих можна зустріти і в наш час.

## Цікаві факти
- Велика кількість курганів поблизу річки є доказом того, що Домузла у давні часи була привабливим місцем для стоянок різних кочових народів, як-от скіфи, сармати, кімерійці, пізніше половці, печеніги та інші.
- Біля берегів Домузли розташований ботанічний заказник місцевого значення «Балка Домузла», лісовий заказник місцевого значення «Лісовий масив біля річки Домузла».